# Suragina monogramma
Suragina monogramma är en tvåvingeart som först beskrevs av Mario Bezzi 1926.  Suragina monogramma ingår i släktet Suragina och familjen bäckflugor. Inga underarter finns listade i Catalogue of Life.